# Sternoptychidae
Sternoptychidae é uma família de peixes da ordem Stomiiformes.

## Classificação
Família Sternoptychidae
- Subfamília Maurolicinae
  - Gênero Araiophos
    - Araiophos eastropas Ahlstrom & Moser, 1969

  - Gênero Argyripnus
    - Argyripnus atlanticus Maul, 1952
    - Argyripnus brocki Struhsaker, 1973
    - Argyripnus electronus Parin, 1992
    - Argyripnus ephippiatus Gilbert & Cramer, 1897
    - Argyripnus iridescens McCulloch, 1926

  - Gênero Danaphos
    - Danaphos oculatus (Garman, 1899)

  - Gênero Maurolicus
    - Maurolicus amethystinopunctatus Cocco, 1838
    - Maurolicus australis Hector, 1875
    - Maurolicus breviculus Parin & Kobyliansky, 1993
    - Maurolicus imperatorius Parin & Kobyliansky, 1993
    - Maurolicus inventionis Parin & Kobyliansky, 1993
    - Maurolicus japonicus Ishikawa, 1915
    - Maurolicus javanicus Parin & Kobyliansky, 1993
    - Maurolicus kornilovorum Parin & Kobyliansky, 1993
    - Maurolicus mucronatus Klunzinger, 1871
    - Maurolicus muelleri (Gmelin, 1789)Maurolicus muelleri

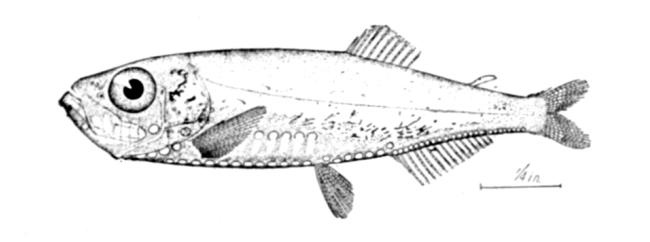
Maurolicus muelleri

    - Maurolicus parvipinnis Vaillant, 1888
    - Maurolicus rudjakovi Parin & Kobyliansky, 1993
    - Maurolicus stehmanni Parin & Kobyliansky, 1996
    - Maurolicus walvisensis Parin & Kobyliansky, 1993
    - Maurolicus weitzmani Parin & Kobyliansky, 1993

  - Gênero Sonoda
    - Sonoda megalophthalma Grey, 1959
    - Sonoda paucilampa Grey, 1960

  - Gênero Thorophos
    - Thorophos euryops Bruun, 1931
    - Thorophos nexilis (Myers, 1932)

  - Gênero Valenciennellus
    - Valenciennellus carlsbergi Bruun, 1931
    - Valenciennellus tripunctulatus (Esmark, 1871)

- Subfamília Sternoptychinae
  - Gênero Argyropelecus
    - Argyropelecus aculeatus Valenciennes, 1850
    - Argyropelecus affinis Garman, 1899
    - Argyropelecus gigas Norman, 1930
    - Argyropelecus hemigymnus Cocco, 1829Argyropelecus hemigymnus

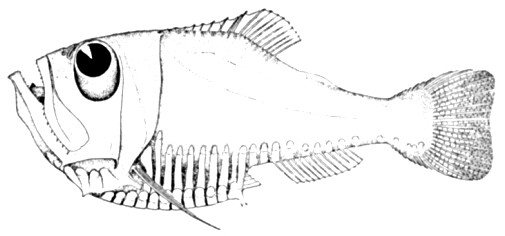
Argyropelecus hemigymnus

    - Argyropelecus lychnus Garman, 1899
    - Argyropelecus olfersii (Cuvier, 1829)Argyropelecus olfersii

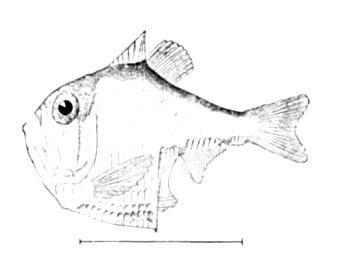
Argyropelecus olfersii

    - Argyropelecus sladeni Regan, 1908

  - Gênero Polyipnus
    - Polyipnus aquavitus Baird, 1971
    - Polyipnus asper Harold, 1994
    - Polyipnus asteroides Schultz, 1938
    - Polyipnus bruuni Harold, 1994
    - Polyipnus clarus Harold, 1994
    - Polyipnus danae Harold, 1990
    - Polyipnus elongatus Borodulina, 1979
    - Polyipnus fraseri Fowler, 1934
    - Polyipnus indicus Schultz, 1961
    - Polyipnus inermis Borodulina, 1981
    - Polyipnus kiwiensis Baird, 1971
    - Polyipnus laternatus Garman, 1899
    - Polyipnus latirastrus Last & Harold, 1994
    - Polyipnus limatulus Harold & Wessel, 1998
    - Polyipnus matsubarai Schultz, 1961
    - Polyipnus meteori Kotthaus, 1967
    - Polyipnus nuttingi Gilbert, 1905
    - Polyipnus oluolus Baird, 1971
    - Polyipnus omphus Baird, 1971
    - Polyipnus ovatus Harold, 1994
    - Polyipnus parini Borodulina, 1979
    - Polyipnus paxtoni Harold, 1989
    - Polyipnus polli Schultz, 1961
    - Polyipnus ruggeri Baird, 1971
    - Polyipnus soelae Harold, 1994
    - Polyipnus spinifer Borodulina, 1979
    - Polyipnus spinosus Günther, 1887Polyipnus spinosus

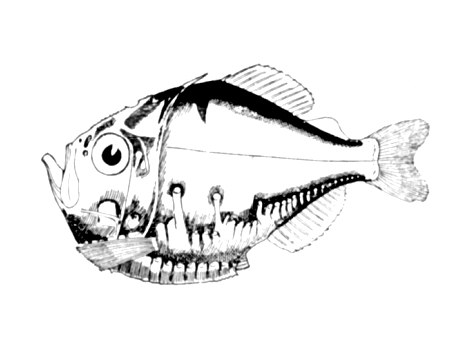
Polyipnus spinosus

    - Polyipnus stereope Jordan & Starks, 1904
    - Polyipnus surugaensis Aizawa, 1990
    - Polyipnus tridentifer McCulloch, 1914
    - Polyipnus triphanos Schultz, 1938
    - Polyipnus unispinus Schultz, 1938

  - Gênero Sternoptyx
    - Sternoptyx diaphana Hermann, 1781Sternoptyx diaphana
    - Sternoptyx obscura Garman, 1899

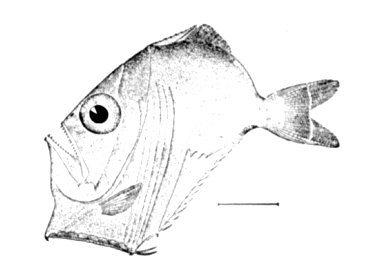
Sternoptyx diaphana

    - Sternoptyx pseudobscura Baird, 1971
    - Sternoptyx pseudodiaphana Borodulina, 1977